# Lillie af Greger Mattssons ätt
För andra betydelser, se Lillie (olika betydelser).
Lillie af Greger Mattssons ätt är en svensk adelsätt. Den introducerades på riddarhuset 1625 med tillägget på grund av antaget släktskap med Gregers Matsson (Lillie), vilket idag bedöms som osannolikt; Greger Mattsons ätt återfinns under Lillie (Matts Ödgislasons ätt). Axel Lillie upphöjdes 1651 till friherre och förlänades friherreskapet Kides i Kexholms län. 1652 upphöjdes han ytterligare till greve och förlänades grevskapet Lillienborg i Hallands län. Under sonen Axel Axelsson Lillies tid drogs de förlänade friherre- och grevskapen in i och med Karl XI:s reduktion.
Ätten är historiskt förknippad med egendomen Löfstad slott, i Kimstad socken, Sverige. Enligt Biskop Hans Brasks släktbok härstammar släkten från Erik Bärgh, som skall ha varit far till väpnaren Jöns som 1478 bodde på Löfstad. Han blev i sin tur far till frälsemannen  Håkan Jönsson Lillie.

## Senare släktmedlemmar

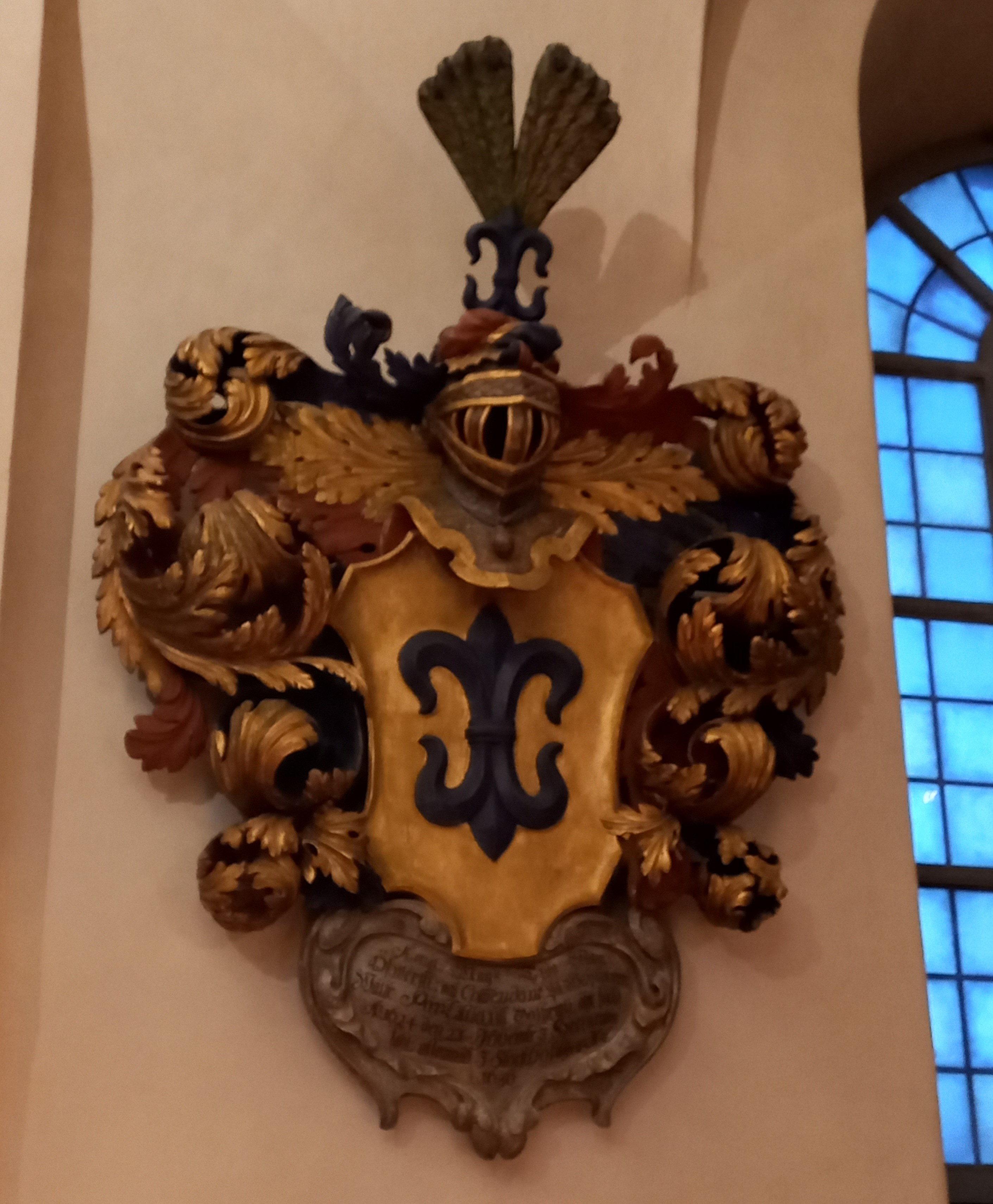
Huvudbaner för Per Lillie i Bromma kyrka, Stockholm, en blå lilja på ett gult fält.

- Håkan Jönsson (Lillie) (död omkring 1523), väpnare
- Jöns Håkansson (Lillie) (död 1562), (föregåendes son)
- Erik Jönsson Lillie, (död 1611), (föregåendes son) efterlämnade inga levande barn.
- Sven Lillie (död 1609) Johan III:s stallmästare
- Knut Jönsson Lillie, (föregåendes bror) ståthållare på Nyköpings slott, Nyköping, Södermanland, Sverige
- Axel Jönsson Lillie (död omkring 1611), (föregåendes bror)
- Gustav Axelsson Lillie (död 1605), (föregåendes son)
- Axel Lillie (1603-1662), upphöjdes greve, riksråd, fältmarskalk, gift 1630 med Christina Von Mörner (död 1661).

## Grevliga ätten Lillie
- Axel Lillie (1603-1662), upphöjdes 1652 till greve, riksråd, fältmarskalk, gift 1630 med Christina Von Mörner (död 1661).
- Axel Axelsson Lillie (1637-1692), (föregåendes son) greve, kammarherre, landshövding i Stockholm och Uppsala, gift år 1635 med Maria Elisabeth Stenbock (död 1693).
- Gustaf Lillie[3] (1639-1684), greve till Liljenberg, friherre till Kides, herre till Stora Hinsekind och Sörsjö i Värnamo socken, Jönköpings län.
- Leonard Lillie, (död 1710), slöt grevliga ätten Lillie på svärdssidan.
- Axel Johan Lillie (1666–1696), greve, överstelöjtnant, gift 1693 med Agneta Wrede (1674-1730)
- Hedvig Catharina Lillie (1695-1745), gift 1711 med Magnus Julius De la Gardie (1669-1741). I och med Hedvig Catharinas död år 1745 så är grevliga ätten Lillie utgången.